# Feliciano António da Silva Leal
Feliciano António da Silva Leal GOC • GOA • GOTE (Faial, Praia do Almoxarife, 26 de Julho de 1876 — Angra do Heroísmo, 6 de Janeiro de 1961), mais conhecido por Coronel Silva Leal, foi um militar e político açoriano, detentor de várias condecorações das Campanhas de África, que foi presidente da Junta Geral do Distrito Autónomo de Angra do Heroísmo e Delegado Especial do Governo da República para os Açores (1927). Na qualidade de Delegado do Governo foi um dos principais promotores da reforma do sistema autonómico que resultou na aprovação do Decreto de 16 de Fevereiro de 1928, considerado como grande vitória pelos líderes do segundo movimento autonomista dos Açores.

## Biografia

### Nascimento
Feliciano António da Silva Leal nasceu a 26 de Julho de 1876, na freguesia da Praia do Almoxarife, ilha do Faial.[carece de fontes?]

### Carreira militar e política
Em 1908, integrou-se nas Campanhas da África Oriental. Como comandante de uma coluna móvel, participou nas Campanhas de África contra as forças alemães durante a Primeira Guerra Mundial, nomeadamente na campanha do Angoche e na ocupação do distrito de Moçambique.[carece de fontes?] Também lutou em Angola, durante a Primeira Guerra Mundial. Recebeu diversas condecorações pelo seu desempenho naquelas campanhas, entre as quais a Medalha da Vitória. Foi feito oficial da Ordem de Avis e oficial da Ordem da Torre e Espada, com palma, por decreto de 20 de Janeiro de 1922. Ainda em Moçambique, ingressou na administração colonial, sendo governador do distrito de Moçambique (1918) e do distrito de Quelimane (1919-1925).[carece de fontes?]
Ligado ao movimento militar vencedor do golpe de 28 de Maio de 1926, foi encarregue pela Ditadura Nacional de pacificar os Açores, face às reivindicações do segundo movimento autonomista e às dificuldades sentidas pelo novo poder em lidar com o estatuto de autonomia concedido aos distritos de Ponta Delgada e de Angra do Heroísmo. Para acomodar o novo poder, pelo Decreto n.º 14 402, de 7 de Outubro de 1927, foi criada a figura de Delegado Especial do Governo da República para os Açores, dotada de um gabinete civil e militar e investido em poderes alargados de coordenação da acção administrativa e políticas no arquipélago.
A criação desta figura político-administrativa foi saudada pelos autonomistas como uma vitória, pois permitia uma maior aproximação ao poder central e uma efectiva centralização do poder no arquipélago dado o seu carácter supra-distrital. A nomeação de Silva Leal recebeu grande apoio local, sendo unânime o elogio da imprensa do tempo, particularmente quando escolheu para seu chefe de gabinete civil o paladino autonomista José Bruno Tavares Carreiro.
Em colaboração com José Bruno Tavares Carreiro e com o conselheiro Luís Bettencourt, elaborou o projecto da criação da Província Autónoma dos Açores, o qual, apesar de nunca ter sido aprovado, esteve na génese do Decreto n.º 15 035, de 16 de Fevereiro de 1928, que se traduziu numa marcada, embora efémera, consolidação dos poderes autonómicos, consagrando algumas das antigas aspirações autonomistas, em especial no campo financeiro.
Como Delegado Especial do Governo foi um dos principais obreiros da implantação do Estado Novo nos Açores. O seu papel foi tão relevante que quando em 1931 se desencadeou um movimento revolucionário contra a ditadura,[carece de fontes?] foi nomeado Comandante Militar dos Açores e encarregue da repressão dos revoltosos.[carece de fontes?]
Foi por duas vezes[carece de fontes?] presidente da Junta Geral do Distrito Autónomo de Angra do Heroísmo, cargo no qual obteve particular relevo.[carece de fontes?]
Passou à reserva em 1934, e reformou-se em 1945.

### Falecimento
Faleceu em 6 de Janeiro de 1961, na cidade de Angra do Heroísmo, na Ilha Terceira.

## Prémios e homenagens
Em Ponta Delgada, por deliberação camarária de 24 de Maio de 1928, o seu nome foi dado à antiga "Rua do Desterro" (nome se devia à ermida ali existente desde 1629 e dedicada a Nossa Senhora do Desterro). Na ilha do Faial o seu nome está perpetuado na Escola Coronel Silva Leal, sita na Praça da República da cidade da Horta, hoje transformada em Centro de Ciência e em cuja sala principal existe uma sua fotografia, e na toponímia do largo existente à beira mar na freguesia da Praia do Almoxarife.
Foi homenageado com o grau de oficial da Ordem da Torre e Espada em 1 de Janeiro de 1922, grande-oficial na Ordem Militar de Cristo em 5 de Junho de 1929, e de grande-oficial na Ordem Militar de Avis em 5 de Outubro de 1932.
Também recebeu a Medalha da Vitória.[carece de fontes?]